# Anatolij Efros
Anatolij Vasiljevitj Efros (ryska: Анатолий Васильевич Эфрос), född 3 juni 1925 i Charkiv i Ukrainska SSR, Sovjetunionen, död 13 januari 1987 i Moskva var en sovjetisk teater- och filmregissör.

## Biografi
Anatolij Efros utbildade sig 1944–1950 vid Ryska institutet för scenkonst (GITIS). Han debuterade som regissör 1951 med pjäsen Prijezjajte v zvonkovoje (Kom till ringen) av Aleksandr Kornejtjuk på Moskovskom Oblastnom Dramatitjeskom Teatr (Moskvas Regionala Dramatiska Teater). 1954 blev han konstnärlig ledare för Tsentralnyj Detskij Teatr (Centrala Barnteatern) i Moskva. 1963–1967 var han chefsregissör på Lenkomteatern och 1967–1984 på Malaja Bronnaja-teatern. När Tagankateaterns grundare och ledare Jurij Ljubimov hamnade i onåd och fråntogs sitt sovjetiska medborgarskap 1984 utsågs Efros till hans efterträdare. Att Efros accepterade utnämningen betraktades av många som ett svek och övertagandet ledde till splittring och konflikter i ensemblen.
Efros betraktas som en av Brezjnevepokens mest framträdande teaterregissörer. Han gjorde sig främst känd som uttolkare av de ryska klassikerna, som Anton Tjechov och Maksim Gorkij, men han regisserade även pjäser av internationella klassiker som William Shakespeare och Molière. År 1979 fick han tillstånd att regissera Michail Bulgakovs Cabal of Critics (Hycklarnas sammansvärjning) på Guthrie Theatre i Minneapolis. Hans uppsättningar kännetecknades av en poetisk, rytmisk lätthet i en minimal scenografisk utsmyckning (Annelis Kuhlmann, Gyldendals Teaterleksikon). Han skrev fyra böcker om bland annat teaterregi och var själv lärare vid Teateruniversitetet.
År 1986 deltog Anatolij Efros tillsammans med kollegan Oleg Jefremov i ett symposium i Stockholm om Konstantin Stanislavskijs skådespelarsystem anordnat av Teater Schahrazad.